# Los imaginadores
Los imaginadores (Imagination Movers en su idioma original) es un grupo musical infantil y alternativo de origen estadounidense formado en Nueva Orleans, Luisiana el 5 de enero de 2003, del género Pop, Pop rock, Rock, Rock alternativo, electrónica, Jazz y Blues. 
En los años 2003 a 2007 estuvo constituida por Rich Collins, Scott Durbin, Dave Poche, Scott Smitty y Nola. De 2007 a 2013 estuvo constituida por Rich Collins, Dave Poche, Scott Durbin, Scott Smitty, Nina (Wendy Calio), Kyle Melancon y Nola, quiénes durante mucho tiempo han sido amigos y vecinos. Actualmente está constituida por Rich Collins, Scott Durbin, Dave Poche, Scott Smitty, Kyle Melancon y Nola.

## Historia

### Formación (2003–2005)
Una noche de enero de 2003 Los imaginadores pensaron en niños que querían y merecían música. Así que, ellos comenzaron a reunirse después de la hora de dormir de sus hijos a escribir canciones y una lluvia de ideas acerca del programa de televisión para niños. Finalmente el 5 de enero de 2003 se formó el grupo conformado con Rich Collins, Scott Durbin, Dave Poche, Scott Smitty y Nola en Nueva Orleans, Luisiana, Estados Unidos, por Rec Room Records. El 1 de marzo de 2003 Rec Room Records estrenó el primer CD de Los imaginadores llamado Good Ideas.
El 20 de junio de 2004 Rec Room Records estrenó el segundo CD de Los imaginadores llamado Calling All Movers.

### Stir It UpyEight Feet(2005–2007)
A finales de febrero de 2005 Disney empezó una larga y compleja negociación para que Los imaginadores estuvieran trabajando en la empresa. De hecho, los chicos en trajes auxiliares azul marino oscuro, fueron el único grupo musical infantil descubierto en los festivales Jazz y Gretna Heritage Festival. Allí es donde Nancy Kanter, la vicepresidenta senior de la programación de Playhouse Disney, da los primeros pasos para llegar a un acuerdo. El 1 de marzo de 2005 Rec Room Records estrenó el primer DVD de Los imaginadores llamado Stir It Up, estrenando 4 videos musicales por el canal Disney Channel solo en Estados Unidos con las canciones de Recipe (Stir It Up), Please And Thank You, I Want My Mommy (Time for Bed)) y My Favorite Snack, estrenados el 22 de febrero de 2005. El 29 de agosto de 2005 el Huracán Katrina interrumpió las negociaciones con el grupo, ya que este se llevó en la oficina central del grupo, y los hogares de Rich, Scott y Dave, por suerte Smitty los salvó. En abril de 2006 finalmente firmaron el contrato con Disney dentro de Playhouse Disney. 
El 26 de agosto de 2006 Rec Room Records estrenó el tercer CD de Los imaginadores llamado Eight Feet. Del 18 al 24 de septiembre de 2006 estrenaron la serie de conciertos de Playhouse Disney, tocando en (MGM Studios) Metro-Goldwyn-Mayer 'ABC Teatro. Más tarde el grupo presentó la idea de un programa de televisión en las filiales locales de la Public Broadcasting Service (PBS) en Nueva Orleans, pero no tuvieron interés. WLAE-TV se interesó en el proyecto, pero finalmente fue la (LBC) Louisiana Broadcasting Company que comenzó a transmitir videos musicales producidos por los propios imaginadores. Los imaginadores consiguieron un notable éxito. Vendieron, siempre en su ciudad local, más de 30 000 copias de sus CD que ellos mismos producían, además de sus camisetas y otros productos de mercado. Tanto sus CD como su DVD les valieron importantes premios de prestigiosos grupos, como la (NAPP) National Association of Parenting Publications y los Parents' Choice. Más tarde el grupo fue rechazado de Nueva Orleans. El 10 de octubre de 2006 entrevistaron a Scott Durbin y dijo:

"Una vez que te metes en los 30, se empieza a sentir la oportunidad de ser creativo evaporación. Esta vez en la vida a menudo se dedicó a formar una familia, trabajar para la empresa, el pago de facturas permanecer por encima del agua proverbial, o trabajando en nuestras diversas relaciones (esposa-esposo, novio, novia, otros). Que podría conseguir filosófica sobre el conflicto y la culpa de hacer algo aparentemente autoindulgente frente a ser buen padre / esposo / trabajador, pero vamos a guardar para otro día. Por suerte tengo una esposa increíble!"

### 2007: Preinicio a la serie
Del 21 de abril de 2007 al 10 de mayo de 2007 Walt Disney Records estrenó 5 videos musicales por el canal Playhouse Disney solo en Estados Unidos, subidos por el sitio Cap'n Ken's en YouTube el mismo día.
Del 30 de agosto al 2 de septiembre de 2007 estuvieron en el concierto Playhouse Disney: In Concert 2007 en Walt Disney World Resort. El 6 de octubre de 2007 estuvieron en el festival Gretna Heritage Festival 2007.

### Durante la serie de televisión (2007-2013)

#### Primera temporada:Juice Box HeroesyFor Those About to Hop,Music DateyWarehouse Mouse
A finales de octubre de 2007 se inició la producción de la serie de televisión en Nueva Orleans, Luisiana, Estados Unidos. El 20 de diciembre de 2007 se canceló la producción de la primera temporada de la serie de televisión en Nueva Orleans, Luisiana, Estados Unidos, grabando los primeros 5 episodios (La No-Fiesta, Un problema de perros, Vientos, Un día peliagudo y Un cubo de problemas).
El 18 de marzo de 2008 Walt Disney Records estrenó el primer CD de Los imaginadores llamado Juice Box Heroes, estrenando 4 videos musicales en el canal Playhouse Disney solo en Estados Unidos con las canciones Can You Do It?, Calling All Movers, Numbers In a Big y The Boom Song el 11 de marzo de 2008. El 21 de marzo de 2008 se reanudó la producción de la primera temporada serie de televisión en Nueva Orleans, Luisiana, Estados Unidos, grabando 13 episodios (Súper Goma, Lenguaje corporal, Dolor de dientes, Hipo, Lectura pesada, Los estornudos de Dave, El regalo del día de la madre, El misterio de la llave perdida, Wayne Baila, Un problema presente, El ruido misterioso y Nudos se atora). El 22 de marzo de 2008 fue uno de los grupos de animación para llevar a cabo la reunión anual de la Casa Blanca Easter Egg Rolling. El 21 de agosto de 2008 estuvieron en el programa de televisión Good Morning America.
El 6 de septiembre de 2008 se estrenó la serie de televisión en Estados Unidos por el canal Playhouse Disney. El 24 de noviembre de 2008 se estrenó la serie de televisión en Latinoamérica por el canal Playhouse Disney. A mediados de diciembre de 2008 se concluyó la producción de la primera temporada de la serie de televisión en Nueva Orleans, Luisiana, Estados Unidos, grabando los 5 últimos episodios (Diviértete, Hecho pedazos, El problema de la enorme calabaza, ¡A dormir Rich!, ¿Quién le teme al ratón feroz? y El tesoro del taller), presentando el 22 y 23 de diciembre de 2008 con las entrevistas de Paige y Gretchen de MommyCast. 
El 21 de febrero de 2009 se estrenó la serie de televisión en Latinoamérica por el canal Disney Channel en el bloque matutino Playhouse Disney. El 21 de marzo de 2009 se concluyó la primera temporada. El 24 de marzo de 2009 Walt Disney Records estrenó el DVD de Playhouse Disney llamado Music Play Date. El 5 de mayo de 2009 Walt Disney Records estrenó el primer DVD de Los imaginadores y del rarón del taller llamado Warehouse Mouse. El 7 de julio de 2009 Walt Disney Records estrenó el segundo CD de Los imaginadores llamado For Those Abou To Hop, estrenando 1 video musical en el canal Playhouse Disney solo en Estados Unidos con la canción Jungle Room.

#### Segunda temporada:Let's DanceyIn a Big Warehouse
El 24 de agosto de 2009 se estrenó la serie de televisión Where Is Warehouse Mouse?. El 30 de agosto de 2009 ganaron en los Daytime Emmy Awards 2009 al título a la «Mejor canción - Título de entrada y de promoción» El 25 de septiembre de 2009 se estrenó la segunda temporada de la serie de televisión en Estados Unidos por el canal Playhouse Disney. Del 10 de octubre al 13 de diciembre de 2009 se estrenó el concierto Live From The Idea Warehouse.
El 1 de marzo de 2010 se estrenó la segunda temporada de la serie de televisión en Argentina por el canal Playhouse Disney. El 29 de marzo de 2010 se estrenó la segunda temporada de la serie de televisión en el resto de Latinoamérica por el canal Playhouse Disney.
El 30 de marzo de 2010 Disney Channel ordenó la tercera temporada de la serie de televisión anunciado por Nancy Kanter, debido a que, ganaron los Daytime Emmy Awards 2009, iniciando producciones en junio de 2010. 
Nancy Kanter dijo:

"Los imaginadores es un éxito entre los espectadores jóvenes y sus padres por igual aficionados han conectado con la calidez personal de Los imaginadores su estilo único de la música para los niños, como, certificada por el gran número de seguidores en línea y el éxito de 40 en ciudad / 54 fecha de la gira. La tercera temporada de la serie se expandirá el mundo de Los imaginadores allá en el Taller de las Ideas e incluirá a más visitantes sorpresa y estrellas invitadas".

 El 7 de septiembre de 2010 Walt Disney Records estrenó el DVD de Playhouse Disney llamado Let's Dance. El 21 de septiembre de 2010 Walt Disney Records estrenó el tercer CD de Los imaginadores llamado In a Big Warehouse.

#### Tercera temporada:Rock-O-Matic
El 14 de febrero de 2011 se estrenó la tercera temporada de la serie de televisión en Estados Unidos por el canal Disney Junior. El 1 de abril de 2011 se estrenó la tercera temporada de la serie de televisión en Latinoamérica por el canal Disney Junior. El 19 de junio de 2011 fueron nominados en Daytime Emmy Awards 2011 al título a la «Mejor canción - Título de entrada y de promoción» El 11 de julio de 2011 se estrenó la tercera temporada de la serie de televisión en España por el canal Disney Junior. 
El 19 de febrero de 2012 ganaron en WGA Awards 2011 al título al «Mejor episodio o especial infantil». El 28 de febrero de 2012 Razor & Tie estrenó el primer CD de Los imaginadores llamado Rock-O-Matic, estrenando 2 videos musicales en el canal Disney Junior solo en Estados Unidos con las canciones Dance Kung Fu y Everybody Sing.
El 14 de abril de 2013 se concluyó la serie de televisión. El 30 de julio de 2013, Walt Disney Records estrenó el cuarto y último CD de Los imaginadores llamado Back In Blue, que se posicionó en el 1º lugar en iTunes en Canadá y 2º lugar en iTunes Estados Unidos y Amazon.com. En septiembre de 2013 se unieron con Blue Cross Blue Shield Association para estrenar el concierto Think Big.
En mayo de 2014 Disney Junior Canadá presentó el concierto Live From The Idea Warehouse 2014 con el invitado especial el «Ratón del Taller». La excursión estuvo en 17 ciudades de Canadá del 13 de septiembre en Victoria, BC al 2 de octubre de 2014 en Glace Bay, NS.

### 2014-actualidad: Regreso en Rec Room Records y negociación con 9 Story Entertainment
En septiembre de 2014 «9 Story Entertainment» anunció que firmó un acuerdo con Los imaginadores, trabajando en el grupo «Super Movers». El 15 de enero de 2015, Rec Room Records estrenó el cuarto CD de Los imaginadores llamado Licensed To Move. El 18 de enero de 2015, estrenó el evento School Rocks. El 22 de marzo de 2015, se estrenó el concierto Meet the Movers.

## Miembros
- Rich Collins: Vocalista, batería, guitarra (acústica y eléctrica) y banjo.
- Scott Durbin: Vocalista, mandolina y teclado.
- Dave Poche: Vocalista y bajo.
- Scott Smitty: Vocalista, guitarra (acústica y eléctrica) y batería.
- Kyle Melancon: batería.
- Nola: voz.

### Miembros pasados
- Nina (Wendy Calio): voz (2007-2013)

## Discografía
| Álbumes de recopilados - 2003: Good Ideas - 2004: Calling All Movers - 2006: Eight Feet - 2008: Juice Box Heroes - 2009: For Those About to Hop - 2010: In a Big Warehouse - 2012: Rock-O-Matic - 2013: Back In Blue - 2015: Licensed To Move | Otros - 2005: Stir It Up (DVD) - 2009: Playhouse Disney: Music Play Date (DVD) - 2009: Warehouse Mouse (DVD) - 2010: Playhouse Disney: Let's Dance (DVD) | Videos musicales - 2005: Recipe (Stir It Up) - 2005: Please and Thank You - 2005: My Favorite Snack - 2005: I Want My Mommy (Time for Bed) - 2007: Theme Song (1º y 2º versión) - 2007: Seven Days a Week (1º y 2º versión) - 2007: Shakeable You (1º y 2º versión) - 2007: Mover Music (Jump Up!) (1º y 2º versión) - 2007: Farm (1º y 2º versión) - 2008: Can Yo Do It? - 2008: Calling All Movers - 2008: Numbers In a Big - 2009: Jungle Room - 2012: Dance Kung Fu - 2012: Everybody Sing |

## Premios y nominaciones
- 2009: Daytime Awards
- 2011: WGA Awards
- 2012: Daytime Awards